# Herència universal
L'herència universal és una proposta perquè tota la ciutadania, en complir una determinada edat, rebi una dotació econòmica per part de l'Estat.
L'herència és un dels elements jurídics i econòmics que més contribueix a perpetuar la desigualtat. Així, des de corrents econòmics heterodoxos s'ha criticat l'herència tant des d'un punt de vista històric, pel fet que la propietat i la desigualtat en la seva distribució no podrien entendre's sense l'acumulació originària de capital; com des d'un punt de vista ètic i de justícia, en tant que cap ésser humà tindria dret a una major propietat sobre la riquesa de la Terra pel fet de néixer en una família o altra.
D'aquesta manera, l'herència universal s'ha proposat com una manera de compensar la desigualtat de distribució de la riquesa, que seria finançada a través d'impostos progressius.
La primera proposta sobre herència universal la va fer Thomas Paine en 1795, encara que des de llavors s'han proposat mesures similars en diferents països i moments històrics.
Entre les crítiques a aquesta mesura es troba el fet que es plantegi com una herència per a tots els ciutadans, sense tenir en compte el seu nivell econòmic. A més, podria comportar una reducció en l'esforç dels joves per formar-se i contribuir amb el seu treball al benestar de tota la societat.